# سیارک ۹۰۵۲۸
سیارک ۹۰۵۲۸ (به انگلیسی: 90528 Raywhite، نامگذاری:2004FE19) نود هزار و پانصد و بیست و هشتمین سیارک کشف شده‌است که در ۱۶ مارس ۲۰۰۴ کشف شد.